# Luciano Galletti
Luciano Martin Galletti (La Plata, 9 aprile 1980) è un ex calciatore argentino, di ruolo centrocampista.

## Caratteristiche tecniche
Ha iniziato la sua carriera come attaccante, per poi adattarsi come esterno di centrocampo.

## Carriera

### Club

#### L'Estudiantes e le esperienze in Italia
Prodotto calcistico dell'Estudiantes dopo 37 presenze e 2 gol dal 1997 nel campionato argentino, passa nel 1999 in prestito al Parma (in Serie A) nel 2000 al Napoli di Walter Novellino (11 presenze e 2 gol in B), prima di tornare all'Estudiantes dove nel 2001 gioca altre 28 partite segnando 9 gol.

#### Il campionato spagnolo
Nel 2001 si trasferisce in Spagna al Real Saragozza dove vince una Coppa di Spagna (2003-2004) e una Supercoppa di Spagna (2004) e fino al 2005 colleziona 135 presenze e 15 gol in campionato (152 e 19 complessivamente). Dal 2005 al 2007 gioca invece nell'Atletico Madrid segnando 5 gol in 62 presenze in Primera Division.

#### Olympiakos
Nella stagione 2007-2008 si è trasferito all'Olympiakos dove si è laureato campione di Grecia, vincendo con la sua squadra la Super league Ellada. L'anno successivo (2008-09) bissa questo successo, vincendo anche la classifica dei cannonieri con 14 reti in 27 gare, a pari merito con Ismael Blanco dell'AEK Atene.

#### I problemi fisici, il ritiro dall'attività agonistica e il ritorno in campo
Il 28 settembre 2010 comunica il ritiro prematuro dall'attività agonistica per problemi ai reni.
Il 15 dicembre 2012 dopo un trapianto di reni torna ad allenarsi con l'Estudiantes de La Plata, con l'obiettivo di tornare operativo nel gennaio del 2013. Nella stagione 2013-2014 colleziona 4 presenze con l'OFI Creta.

### Nazionale
Nel 1999 ha vinto il Campionato Sudamericano Under-20.
Ha partecipato alla FIFA Confederations Cup 2005 con la Nazionale argentina con cui è arrivato secondo vincendo la medaglia d'argento.

## Statistiche

### Presenze e reti nei club
| Stagione               | Squadra                | Campionato             | Campionato | Campionato | Coppe nazionali | Coppe nazionali | Coppe nazionali | Coppe continentali | Coppe continentali | Coppe continentali | Altre coppe | Altre coppe | Altre coppe | Totale | Totale |
| Stagione               | Squadra                | Comp                   | Pres       | Reti       | Comp            | Pres            | Reti            | Comp               | Pres               | Reti               | Comp        | Pres        | Reti        | Pres   | Reti   |
| ---------------------- | ---------------------- | ---------------------- | ---------- | ---------- | --------------- | --------------- | --------------- | ------------------ | ------------------ | ------------------ | ----------- | ----------- | ----------- | ------ | ------ |
| 1997-1998              | Estudiantes            | PD                     | 13         | 1          |                 |                 |                 |                    |                    |                    | -           | -           | -           | 13     | 1      |
| 1998-1999              | Estudiantes            | PD                     | 24         | 1          |                 |                 |                 |                    |                    |                    | -           | -           | -           | 24     | 1      |
| 1999-gen. 2000         | Parma                  | A                      | 0          | 0          | CI              | 0               | 0               |                    |                    |                    |             |             |             | 0      | 0      |
| gen.-giu. 2000         | Napoli                 | B                      | 11         | 2          | CI              | 0               | 0               | -                  | -                  | -                  | -           | -           | -           | 11     | 2      |
| 2000-2001              | Estudiantes            | PD                     | 28         | 9          |                 |                 |                 |                    |                    |                    | -           | -           | -           | 28     | 9      |
| Totale Estudiantes     | Totale Estudiantes     | Totale Estudiantes     | 65         | 11         |                 |                 |                 |                    |                    |                    |             |             |             | 65     | 11     |
| 2001-2002              | Real Saragozza         | PD                     | 27         | 2          | CR              | 0               | 0               | CU                 | 2                  | 0                  | SS          | 2           | 0           | 31     | 2      |
| 2002-2003              | Real Saragozza         | SD                     | 37         | 8          | CR              | 0               | 0               |                    |                    |                    |             |             |             | 37     | 8      |
| 2003-2004              | Real Saragozza         | PD                     | 34         | 3          | CR              | 1               | 1               |                    |                    |                    |             |             |             | 35     | 4      |
| 2004-2005              | Real Saragozza         | PD                     | 37         | 2          | CR              | 0               | 0               | CU                 | 10                 | 2                  | SS          | 2           | 1           | 49     | 5      |
| Totale Real Saragozza  | Totale Real Saragozza  | Totale Real Saragozza  | 135        | 15         |                 | 1               | 1               |                    | 12                 | 2                  |             | 4           | 1           | 152    | 19     |
| 2005-2006              | Atlético Madrid        | PD                     | 26         | 1          | CR              | 0               | 0               |                    |                    |                    |             |             |             | 26     | 1      |
| 2006-2007              | Atlético Madrid        | PD                     | 36         | 4          | CR              | 0               | 0               |                    |                    |                    |             |             |             | 36     | 4      |
| Totale Atletico Madrid | Totale Atletico Madrid | Totale Atletico Madrid | 62         | 5          |                 | 0               | 0               |                    | 0                  | 0                  |             |             |             | 62     | 5      |
| 2007-2008              | Olympiakos             | SL                     | 24         | 3          | CG              | 0               | 0               | UCL                | 7                  | 3                  |             |             |             | 31     | 6      |
| 2008-2009              | Olympiakos             | SL                     | 27         | 14         | CG              | 5               | 2               | UCL+CU             | 2+6                | 0+2                |             |             |             | 40     | 18     |
| 2009-2010              | Olympiakos             | SL                     | 9          | 2          | CG              | 1               | 0               | UCL                | 7                  | 0                  |             |             |             | 17     | 2      |
| Totale Olympiakos      | Totale Olympiakos      | Totale Olympiakos      | 60         | 19         |                 | 6               | 2               |                    | 22                 | 5                  |             |             |             | 88     | 26     |
| 2013-2014              | OFI Creta              | SL                     | 4          | 0          | CG              | 0               | 0               |                    |                    |                    |             |             |             | 4      | 0      |
| Totale carriera        | Totale carriera        | Totale carriera        | 337        | 52         |                 | 7               | 3               |                    | 34                 | 7                  |             | 4           | 1           | 382    | 63     |

### Cronologia presenze e reti in nazionale
| Cronologia completa delle presenze e delle reti in nazionale ― Argentina | Cronologia completa delle presenze e delle reti in nazionale ― Argentina | Cronologia completa delle presenze e delle reti in nazionale ― Argentina | Cronologia completa delle presenze e delle reti in nazionale ― Argentina | Cronologia completa delle presenze e delle reti in nazionale ― Argentina | Cronologia completa delle presenze e delle reti in nazionale ― Argentina | Cronologia completa delle presenze e delle reti in nazionale ― Argentina | Cronologia completa delle presenze e delle reti in nazionale ― Argentina |
| Data                                                                     | Città                                                                    | In casa                                                                  | Risultato                                                                | Ospiti                                                                   | Competizione                                                             | Reti                                                                     | Note                                                                     |
| ------------------------------------------------------------------------ | ------------------------------------------------------------------------ | ------------------------------------------------------------------------ | ------------------------------------------------------------------------ | ------------------------------------------------------------------------ | ------------------------------------------------------------------------ | ------------------------------------------------------------------------ | ------------------------------------------------------------------------ |
| 20-12-2000                                                               | Los Angeles                                                              | Argentina                                                                | 2 – 0                                                                    | Messico                                                                  | Amichevole                                                               | 1                                                                        | 77’                                                                      |
| 13-2-2002                                                                | Cardiff                                                                  | Galles                                                                   | 1 – 1                                                                    | Argentina                                                                | Amichevole                                                               | -                                                                        | 90’                                                                      |
| 30-4-2003                                                                | Tripoli                                                                  | Libia                                                                    | 1 – 3                                                                    | Argentina                                                                | Amichevole                                                               | -                                                                        |                                                                          |
| 8-6-2003                                                                 | Osaka                                                                    | Giappone                                                                 | 1 – 4                                                                    | Argentina                                                                | Kirin Cup                                                                | -                                                                        |                                                                          |
| 11-6-2003                                                                | Seul                                                                     | Corea del Sud                                                            | 0 – 1                                                                    | Argentina                                                                | Amichevole                                                               | -                                                                        | 34’                                                                      |
| 18-8-2004                                                                | Shizuoka                                                                 | Giappone                                                                 | 1 – 2                                                                    | Argentina                                                                | Amichevole                                                               | 1                                                                        | 57’                                                                      |
| 9-2-2005                                                                 | Düsseldorf                                                               | Germania                                                                 | 2 – 2                                                                    | Argentina                                                                | Amichevole                                                               | -                                                                        | 77’ 81’                                                                  |
| 26-3-2005                                                                | La Paz                                                                   | Bolivia                                                                  | 1 – 2                                                                    | Argentina                                                                | Qual. Mondiali 2006                                                      | 1                                                                        | 84’                                                                      |
| 30-3-2005                                                                | Buenos Aires                                                             | Argentina                                                                | 1 – 0                                                                    | Colombia                                                                 | Qual. Mondiali 2006                                                      | -                                                                        | 54’                                                                      |
| 4-6-2005                                                                 | Quito                                                                    | Ecuador                                                                  | 2 – 0                                                                    | Argentina                                                                | Qual. Mondiali 2006                                                      | -                                                                        |                                                                          |
| 15-6-2005                                                                | Colonia                                                                  | Argentina                                                                | 2 – 1                                                                    | Tunisia                                                                  | Conf. Cup 2005 - 1º turno                                                | -                                                                        |                                                                          |
| 26-6-2005                                                                | Hannover                                                                 | Messico                                                                  | 1 – 1 dts (5 – 6 dtr)                                                    | Argentina                                                                | Conf. Cup 2005 - Semifinale                                              | -                                                                        | 116’                                                                     |
| 29-6-2005                                                                | Francoforte                                                              | Brasile                                                                  | 4 – 1                                                                    | Argentina                                                                | Conf. Cup 2005 - Finale                                                  | -                                                                        | 80’                                                                      |
| Totale                                                                   |                                                                          | Presenze                                                                 | 13                                                                       |                                                                          | Reti                                                                     | 3                                                                        |                                                                          |

## Palmarès

### Club
- Coppa di Spagna: 1

Real Saragozza: 2003-2004
- Supercoppa di Spagna: 1

Real Saragozza: 2004
- Campionato greco: 2

Olympiakos: 2007-2008, 2008-2009

### Nazionale
- Campionato sudamericano Under-20: 1

1999

### Individuale
- Capocannoniere del sudamericano Under-20: 1

1999 (9 gol)
- Capocannoniere del campionato greco: 1

2008-2009 (14 gol, a pari merito con Ismael Blanco)
- Calciatore straniero dell'anno del campionato greco: 1

2009